# Agentstvo Internet-Issledovanij
Agentstvo Internet-Issledovanij (ryska: Агентство интернет-исследований, omnämnt på engelska som Internet Research Agency) är en rysk internettrollfabrik i Sankt Petersburg. Alternativa namn på verksamheten är Mediasintez, Glavset, Mixinfo, Azimut och Novinfo.[källa behövs]
Verksamheten har också kallats "Trollen från Olgino" efter sitt ursprungliga säte från 2013 i Sankt Petersburg-förorten Olgino. Organisationen verkade från 2014 bland annat från ett kontorshus på Savusjkinagatan 55 i Sankt Petersburg. Företaget har aktivt spridit desinformation i syfte att underblåsa konflikter i USA. Ett uppmärksammat exempel är när ryska troll via falska Facebook-konton i maj 2016 lyckades få amerikaner med olika politisk uppfattning att demonstrera för sina ståndpunkter på samma plats utanför ett islamiskt center i Houston i Texas.
Organisationen blev i februari 2018 föremål för åtal i Washington D.C. i USA genom den federale specialåklagaren Robert Mueller, tillsammans med 13 personer knutna till organisationen. Den juridiska processen pågår fortfarande (februari 2022).
Ägaren Jevgenij Prigozjin är sedan 2020 föremål för sanktioner från EU.